# Chiclete com Banana
Chiclete com Banana é uma banda de axé music brasileira formada em 1980 por Bell Marques (vocais e guitarra), Missinho Amorim (vocais e guitarra), Rubinho Gramacho (percussão), Rey Gramacho (bateria) e Cacik Jonne (guitarra e baixo). Consagraram-se como um dos principais nomes do Carnaval de Salvador e do axé, cujos fãs são conhecidos como "chicleteiros". O grupo vendeu mais de 8 milhões de cópias de álbuns.

## História

### 1979–80: Início como banda de baile
A banda originou-se de um conjunto de baile chamado Scorpius que se apresentava em festas de formatura. O grupo tocava em inglês músicas de astros estrangeiros como Rod Stewart, Paul McCartney, e Elton John. Desse grupo já faziam parte Bell Marques (guitarra), Rey Gramacho (bateria), Missinho, Rubinho Gramacho, Waltinho Magarão (percussão) e Wado Marques (teclados). Denny Urpia e Cacik Jonne se juntaram mais tarde aos demais integrantes.
Em 1979 Bell sugere ao grupo tocarem em trio elétrico. Naquele ano foram contratados pelo bloco Traz os Montes para tocarem na pascoa. No ano seguinte, o engenheiro de som Wilson Silva (irmão de Bell e Wadinho) sugeriu e pôs em prática uma ideia revolucionária de fechar toda a lateral do Trio com caixas de som e usar equipamentos de potência transistorizada, passando todos os músicos a tocarem na parte superior do trio, causando assim, na época, grande diferença dentre os demais, já que nesses a percussão localizava-se nas laterais inferiores e somente os músicos de corda permaneciam na parte superior. Esta foi a maior revolução do trio elétrico na década de 80.

### 1980–2001: Transição pro axé, sucesso nacional e mudanças na formação
Em 1981 o Chiclete com Banana iniciou experiências com todo estilo de música, do rock ao forró. Nesse ano a banda foi convidada para gravar um disco. Surgiu então a vontade de mudar o nome da banda que estava ultrapassado. Nildão, cartunista e artista gráfico foi o responsável pelo nome, que na época, criou muita polêmica. O nome "Chiclete com Banana" deu-se pela grande mistura de ritmos que a banda fazia. Com o nome da banda definido, o 1º LP foi gravado em 1981 com o nome "Traz os Montes". À época, Bell Marques passou a tocar baixo.
Em 1982 gravam o álbum "Estação das Cores". Em 1983 gravam novo album, "Energia". Neste biênio tocaram no "Traz a Massa", que era um bloco mais popular que o "Traz os Montes". Isso permitiu que suas músicas atingissem tanto um público mais popular quanto o das classes mais altas.
Em 1985 receberam o convite do bloco "Os Internacionais", onde tocaram por 5 anos (1985, 1986, 1987, 1988 e 1989). Como o Chiclete já tinha o seu próprio trio, resolveu desvincular-se de blocos de Carnaval e tocar para o povão na rua, com ou sem patrocínio, pois já tinham uma estrutura montada e até sua própria produtora, a Mazana. Neste meio tempo apareceu a proposta tentadora do bloco Camaleão. Era a oportunidade de tocar para um público diferente. Firmaram então contrato com o Camaleão (estreando no carnaval de 1990), sendo hoje o bloco mais caro para desfilar no Carnaval de Salvador, onde permaneceram até 2014.
No ano de 1986 com o lançamento do álbum "Gritos de Guerra", a banda vendeu quase um milhão de cópias, marcando assim o início do enorme fenômeno chamado Chiclete com Banana. Com o lançamento do disco a Banda vendeu entre 750 e 800 mil cópias recebendo 3 discos de platina surgindo os "Chicleteiros". A banda possui também o trio elétrico mais moderno e caro do país. Até abril de 1986, o Chiclete com Banana era composto por oito integrantes. Consistia em dois guitarristas (Missinho e Jonny); três percussionistas (Waltinho, Denny e Rubinho Gramacho). Os músicos Missinho e Rubinho saíram e só ficaram seis. Não houve substituição. A saída de Missinho, à epoca considerado um bom compositor e músico, gerou desconfiança nos fãs. Mas continuou com álbuns de estúdio e ao vivo de sucessos como por exemplo, "Fé Brasileira", "Tambores Urbanos", "Classificados", "Banana Coral", "É Festa", "Santo Protetor", "Chiclete Na Caixa, Banana No Cacho", "Sou Chicleteiro".

#### 2001: Problemas de saúde e saída de Cacik Jonne
Não houve grandes mudanças na banda até o início dos anos 2000. Em 2001, o guitarrista Cacik Jonne sentiu-se mal durante uma apresentação e foi diagnosticado com ataxia cerebelar, uma doença degenerativa. Inicialmente descartou-se a possibilidade de Jonne sair permanentemente da banda. O guitarrista já sofria de problemas de coordenação motora antes do diagnóstico, que o forçaram a usar uma guitarra de dois braços, cujo de cima era um baixo e o de baixo, a guitarra. O músico variava entre os dois instrumentos por não ter coordenação para fazer solos complexos, embora ainda fizesse solos menores durante as músicas. Os integrantes afirmavam que o músico ficaria afastado temporariamente para se tratar. Em junho, a saída de Cacik foi confirmada e o guitarrista foi homenageado no carnaval do ano seguinte pelo vocalista Bell Marques, que cantou a canção "I Want to Break Free", da banda britânica de rock Queen. Em 2002, Jonne moveu uma ação trabalhista e duas cíveis contra na Justiça da Bahia. Na ação trabalhista, ele pedia indenização de R$ 1 milhão (R$ 2,8 milhões em valores atuais) pelas duas décadas anos de serviços prestados à banda. O processo foi arquivado em última instância no Tribunal Superior do Trabalho. No Carnaval de 2005, já debilitado, ele organizou um protesto junto ao trio elétrico do Chiclete com Banana, no qual foi erguida uma faixa com os dizeres: "Chiclete com Banana: vocês sabem que me devem. Paguem meus direitos. Assinado Cacik Jonne".

### 2008–presente: Segundo DVD e saída de Bell Marques

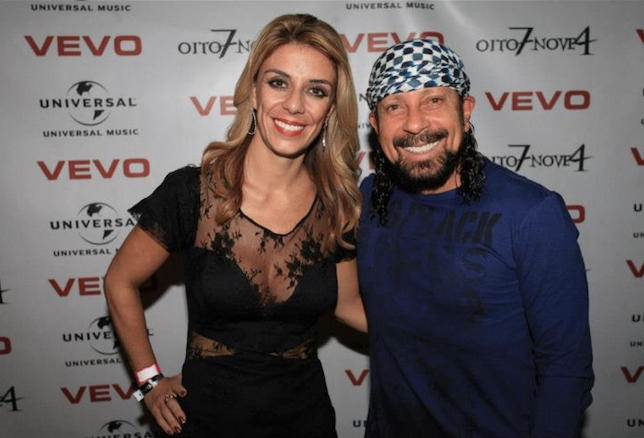
Bell Marques e Fátima Pissarra em 2012.

No dia 1 de novembro de 2008, a banda gravou o segundo DVD em sua história na cidade de Salvador. O evento aconteceu no Parque de Exposições da capital baiana. A festa reuniu aproximadamente 50 mil pessoas.
No dia 10 de setembro de 2013, o vocalista Bell Marques anuncia sua saída da banda através de um vídeo postado em sua conta no YouTube e causa alvoroço entre seus fãs. Desgastes internos e divergências de opinião teriam sido o motivo de seu desligamento. No carnaval de 2014 em Salvador, Bell fez seu ultimo show de despedida, do Campo Grande até a Castro Alves, no bloco Camaleão. Ao chegar ao destino final, Bell deu o seu ultimo acorde na guitarra a frente da banda, deixando milhares de fãs emocionados. Em seguida foi diretamente para a Barra iniciar o seu novo bloco o "Vumbora". Bell começou cantando "Ave Maria", e depois seus sucessos. No dia 15 de outubro de 2013, é anunciado o novo vocalista, ex-integrante da banda Via Circular, Rafa Chaves. Após a saída oficial do ex-vocalista Bell Marques, Rafa Chaves assume o vocal da Banda Chiclete com Banana, trazendo um nova canção: "Vida que segue", que faz referencia a sua chegada e o novo perfil da banda.
No dia 4 de abril de 2014, a banda faz o seu primeiro show com o novo vocalista no Carnabeirão, o carnaval fora de época de Ribeirão Preto-SP. O cantor Rafa Chaves iniciou seu canto pedindo licença para fazer parte da festa. “Ô de casa, salve, salve. Dá licença pra chegar. Sou filho da fantasia que o Chiclete me ensinou a sonhar”, parte da letra da canção: "Vida que Segue". No dia 6 de abril de 2014, a banda faz o seu segundo show e o primeiro show em palco, com o novo vocalista, realizado no aniversário da cidade de Limoeiro, Pernambuco, onde foi bem recebido com a sua nova formação, realizaram um show para cima. Fizeram uma homenagem ao cantor de brega Reginaldo Rossi, falecido no final de 2013. O show foi bem diversificado, carimbando o legado e confirmando ainda mais que, a Banda Chiclete com Banana será sempre querida pelos fãs. Com a nova formação, além de shows pelo país, gravaram uma música com o grupo alemão Die Höhner (especial para a Copa do Mundo realizada no Brasil), participaram do Fortal (carnaval fora de época de Fortaleza, Ceará) e diversos programas de televisão. Lançaram também mais três faixas, "De Braços Abertos", "Pega no Ar" e "Foi no Nana". No carnaval de 2015, o Chiclete com Banana desfilou em Salvador nos blocos Nana Banana e Papa. Fizeram ainda show em dois camarotes no carnaval de Porto Seguro.
Em janeiro de 2018, a banda demitiu Rafa Chaves e o substituiu por Khill, vocalista da banda Patchanka. Na ocasião, Rafa Chaves reclamou que teria sido surpreendido com a demissão às vésperas do carnaval daquele ano, pois não sabia que seria substituído. Rafa Chaves também cobrou explicações quanto a sua demissão, justificativa dada menos de um mês depois pela própria banda em entrevista coletiva, onde o tecladista Wado Marques afirmou que apesar de todas as suas qualidades, Rafa Chaves tinha um perfil que não combinava com a banda. Em outubro, Rafa Chaves afirmou não ter mágoas do acontecimento e que a essa altura conseguia compreender a decisão. Em 26 de julho de 2019, o ex-guitarrista Cacik Jonne faleceu em sua casa aos cinquenta e quatro anos, vítima de complicações da ataxia cerebelar.

## Prêmios e indicações
| Ano  | Premiação                         | Recipiente                              | Categoria                 | Resultado                    | Ref.   |
| ---- | --------------------------------- | --------------------------------------- | ------------------------- | ---------------------------- | ------ |
| 1988 | Prêmio Sharp de Música Brasileira | Chiclete com Banana                     | Melhor Banda              | Venceu                       | [ 29 ] |
| 2000 | Troféu Dodô e Osmar               | "Cabelo Raspadinho"                     | Melhor música             | Venceu                       | [ 30 ] |
| 2002 | Troféu Dodô e Osmar               | "Diga Que Valeu"                        | Melhor música             | Empate técnico (com "Festa") | [ 30 ] |
| 2005 | Troféu Dodô e Osmar               | Chiclete com Banana                     | Melhor Banda              | Venceu                       | [ 31 ] |
| 2006 | Troféu Dodô e Osmar               | Chiclete com Banana                     | Melhor Banda              | Venceu                       | [ 32 ] |
| 2009 | Troféu Dodô e Osmar               | Bloco Nana Banana                       | Melhor bloco Barra/Ondina | Venceu                       | [ 33 ] |
| 2009 | Troféu Dodô e Osmar               | Bloco Camaleão                          | Melhor bloco Avenida      | Venceu                       | [ 33 ] |
| 2009 | Troféu Dodô e Osmar               | Bell Marques (então vocalista do grupo) | Melhor cantor             | Venceu                       | [ 34 ] |
| 2010 | Troféu Dodô e Osmar               | Bloco Nana Banana                       | Melhor bloco Barra/Ondina | Venceu                       | [ 35 ] |
| 2011 | Troféu Dodô e Osmar               | Bloco Camaleão                          | Melhor bloco Barra/Ondina | Venceu                       | [ 36 ] |
| 2014 | Troféu Dodô e Osmar               | Bloco Camaleão                          | Melhor bloco Barra/Ondina | Venceu                       | [ 37 ] |

## Formação
Formação da banda a partir de janeiro de 2018:
- Khill: voz, guitarra e baixo (2018–presente)
- Wado Marques: teclados (1980–presente)
- Waltinho Cruz: percussão (1980–presente)
- Deny Urpia: percussão (1980–presente)
- Shanon Gramacho: bateria (2016–presente)
- Diego Gramacho: baixo (2018–presente)

### Ex-integrantes
- Bell Marques: guitarra e vocais (1980–1981); baixo e vocais (1981–2014)[10]
- Missinho Amorim: voz e guitarra (1980–1986)[39]
- Rubinho Gramacho: percussão (1980–1986)[40]
- Rey Gramacho: bateria (1980–2008)[41]
- Cacik Jonne: guitarra e baixo (1980–2001)[28][42]
- Lelo Lobão: baixo (2001–2018)[43]
- Walmar Paim: bateria (2008–2016)[41]
- Rafa Chaves: voz e guitarra (2014–2018)[44]

## Discografia
| Álbuns de estúdio - Traz os montes (1981) - Estação das Cores (1982) - Energia (1984) - Sementes (1984) - Fissura (1986) - Gritos de Guerra (1986) - Fé Brasileira (1987) - Tambores Urbanos (1988) - Toda Mistura Será Permitida (1989) - Jambo (1990) - Classificados (1991) - Chiclete Com Banana (1992) - 13 (1993) - Banana Coral (1994) - Menina dos Olhos (1995) - Para Ti (1996) - Bem Me Quer (1998) - Borboleta Azul (1999) - Universo Paralelo (2000) - São João de Rua (2000) - Santo Protetor (2001) - Sou Chicleteiro (2004) - Tabuleiro Musical (2007) - Flutuar (2009) - Chiclete (2012) | Álbuns ao vivo - É Festa! (1997) - Chiclete Na Caixa, Banana No Cacho (2003) |